# MAZ-543
MAZ-543（ロシア語: МАЗ-543）は、1960年代にソビエト連邦のミンスク自動車工場で開発された8×8輪駆動の大型軍用車両である。
1991年の湾岸戦争の際にイラク軍が使用したことで有名になったスカッドミサイルのような弾道ミサイルや多連装ロケット砲の移動式発射台（Transporter Erector Launcher, TEL：輸送起立発射機）としてソビエト連邦軍/ロシア連邦軍や輸出先の友好国で派生型を含めて多数運用されている他、民間でも消防車型やクレーン車型など派生車種が使用されている。

## 概要
MAZ-543の最初のプロトタイプは1958年に製作された。同じく8×8輪の大型トラックであるMAZ-537が開発のベースとされている。1962年に量産が開始され、1965年11月7日に行われたモスクワの赤の広場での軍事パレードにおいて、SS-1C スカッドBを搭載した状態として初めて一般に公開された。MAZ-543は出力525馬力のD12A-525 38.9Lディーゼルエンジンを搭載し、長さ11.6m・総重量43tの車体を時速60kmで走行させることができた。
MAZ-543のキャビン（運転席）は、中央に配置されたエンジンを挟む様に左右に分割されているのが特徴で、このため中央部が低くなり、搭載した弾道ミサイルなどを倒して輸送する際に、ミサイルがこの空間に収まるような構造となっている。
1970年台に開発された発展改良型は形式番号がMAZ-7310となり、この車種の派生型としても複数のバリエーションが開発、運用されている。
主な派生型としては、右舷側のキャビンを廃止したMAZ-543M／MAZ-7910、6軸12輪型のMAZ-547／MAZ-7916、7軸14輪型のMAZ-7912／MAZ-7917などが開発された。
中国では、万山特殊車両によってMAZ-543/MAZ-7310シリーズをコピーしたWS2400が生産され、ソ連版のオリジナルと同様に、DF-11弾道ミサイルやA-100 多連装ロケット砲の移動式発射台として運用されている。また詳細不明であるが、北朝鮮の軍事パレードにおいては5軸10輪型の派生車両も確認されている。
1990年代以降になると、同じくベラルーシ製のMZKT-7930やMZKT-79221に更新が始まったが、ロシア連邦軍において約2,000両が引き続き運用されているほか、少数の生産が継続している。

## 形式・派生型
MAZ-543P
8×8輪駆動。積載容量19,600kg。SS-1C スカッドBやSS-12 スケールボード弾道ミサイルの移動式発射台"9P117M1"のベース車台として使用された。
MAZ-543A
1967年開発の改良型。8×8輪駆動。積載容量22,000kg。
AA-60（543）-160
MAZ-543Pあるいは543Aをベースに開発された空港用化学消防車。1973年開発。
KS-5571
MAZ-543Pあるいは543Aをベースに開発された大型クレーン車。
MAZ-543M
1970年代前半に開発。8×8輪駆動。外観上の大きな特徴は右舷側キャビンが廃止されている事である。BM-30"スメーチ"多連装ロケット砲や4K51 ルベーシュ自走沿岸砲兵ミサイルシステムの車台などに使用された。
MAZ-547
車体を延長した発展型で、6軸12輪の車両になっている。RSD-10 (SS-20 "Saber")中距離弾道ミサイルの移動式発射台に使用された。
MAZ-7310
1974年に開発された改良型で、1976年から生産。8×8輪駆動。カーゴトラック型として開発され、これ以降に開発された派生車種のベース車種ともなった。
MAZ-73101
MAZ-7310のシャーシ部分の形式名。各種派生車種のベースになっている。
MAZ-7410
MAZ-7310のショートホイールベースのトラクター型。トレーラーを連結し、戦車運搬車や大型タンクローリーなどとして使用された。
MAZ-74106
MAZ-7410のバリエーション車種で、S-300 PMU長距離地対空ミサイルシステムの防空レーダー等の輸送車台に使用された。
MAZ-7510
MAZ-7310のダンプトラック型。1970年代に開発。
MAZ-7910
MAZ-7310の発展型で、MAZ-543Mと同様に右舷側のキャビンが無い。S-300 PMU長距離地対空ミサイルシステムの移動式発射台やA-222 130mm自走沿岸砲のベース車台などに使用された。
MAZ-7912
7軸14輪タイプの車両。RT-2PM "トーポリ"弾道ミサイルの移動式発射台に使用された。
AA-60（7310）-160.01
MAZ-7310をベースに開発された空港用化学消防車。1978年開発。
KS-5573
MAZ-7310をベースに開発された大型クレーン車。1981年開発。
MAZ-7313
1983年に開発されたMAZ-7310の改良型で、積載容量が更に1トン増加している。
MAZ-7907
RT-23（SS-24 "Scalpel"）大型弾道ミサイルの移動式発射台として1985年に試作された12軸24輪の大型車両。
MAZ-7916
MAZ-547の後継に相当する6軸12輪タイプの車両。MAZ-547と同様にRSD-10の車台として使用された。
MAZ-7917
7軸14輪タイプの車両で、MAZ-7912の後継に相当。
WS2400
MAZ-543/MAZ-7310シリーズをリバースエンジニアリングし、中国でコピー生産された車両。左右のキャビンが繋がった状態になっているなど相違点も見られる。DF-11弾道ミサイルやA-100 多連装ロケット砲の移動式発射台や各種支援車両のベースとして使用されている。

## 画像

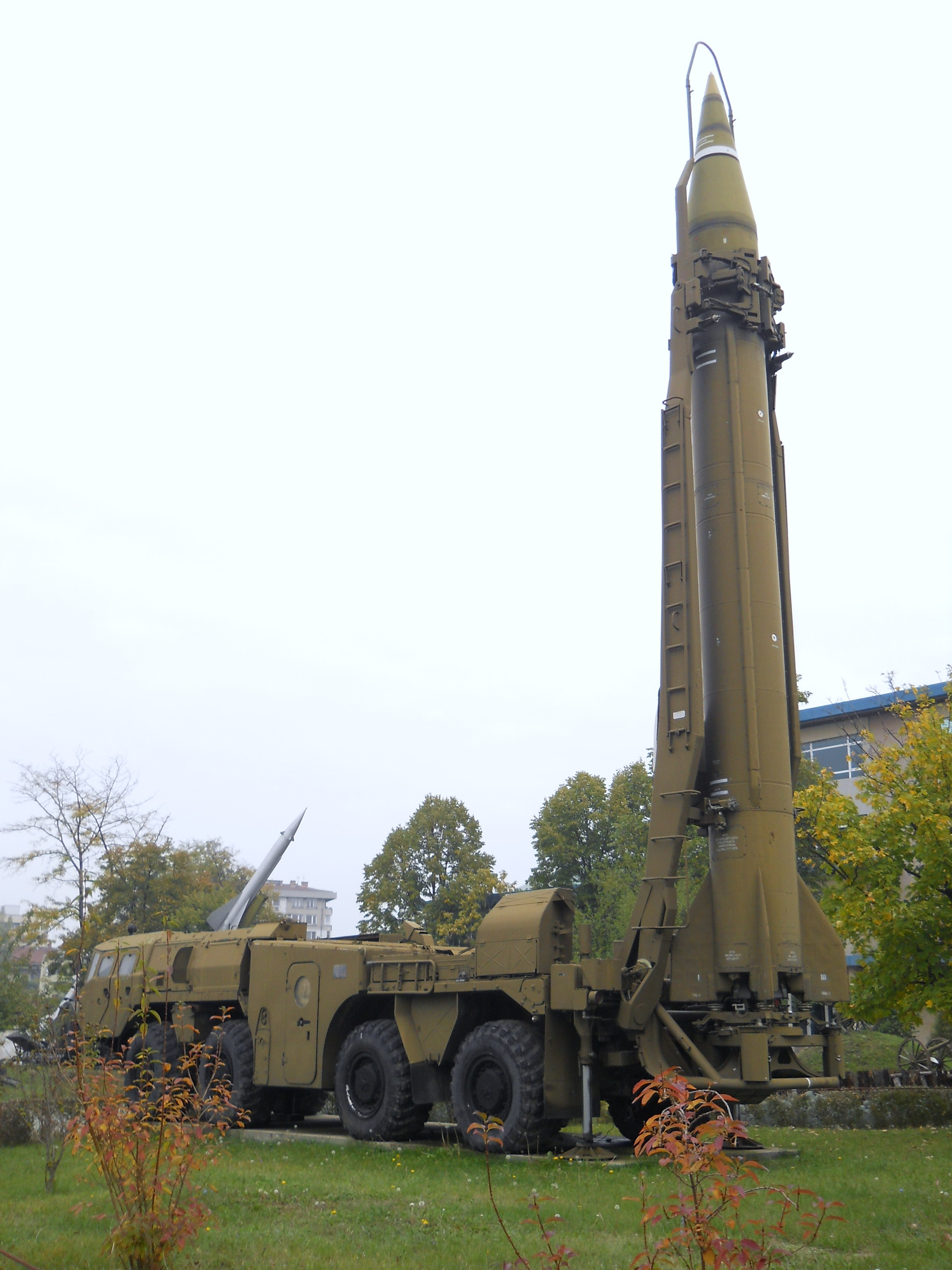
スカッドの発射機を起立させたMAZ-543 TEL。
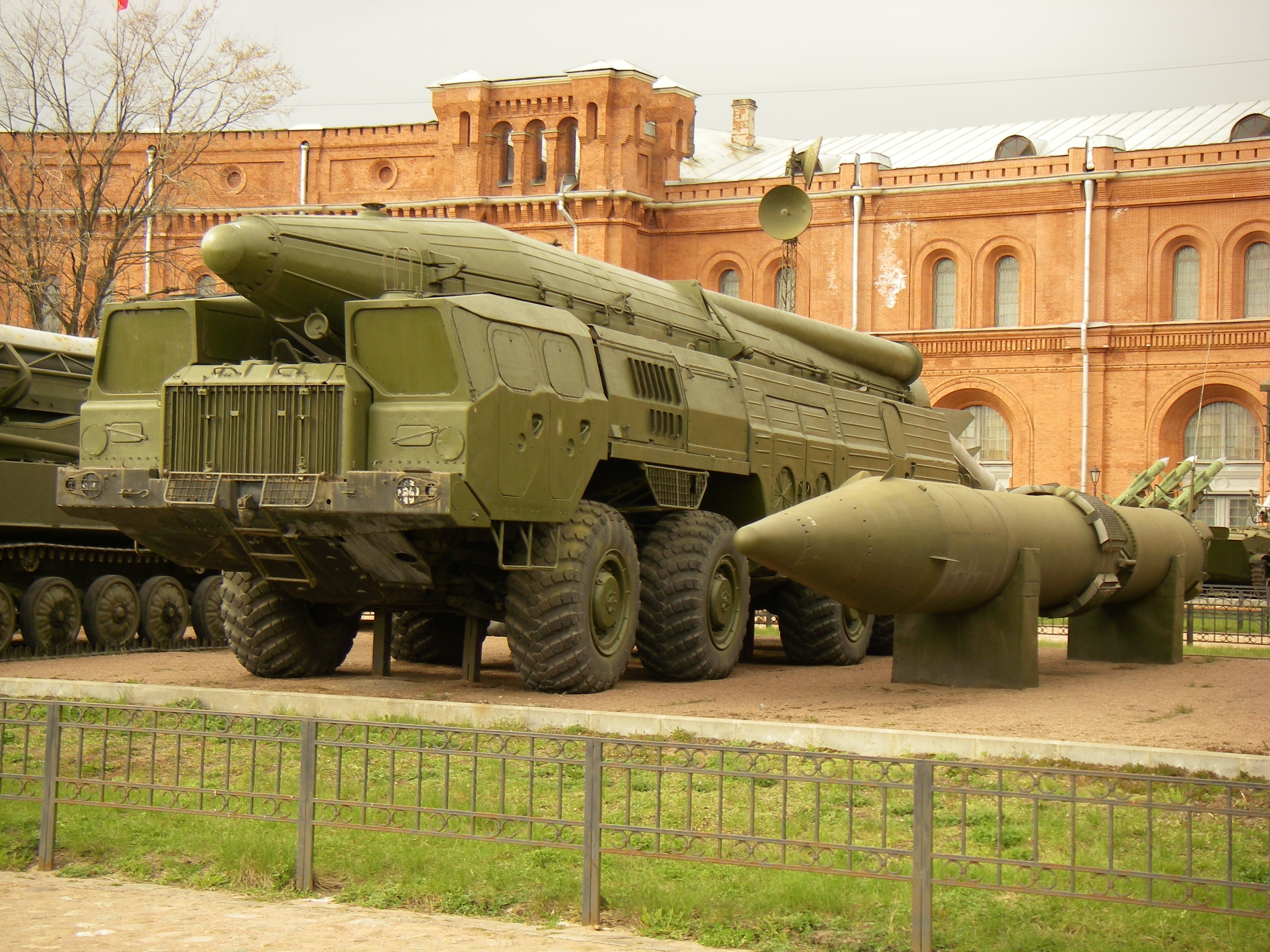
SS-12 スケールボードを搭載したMAZ-543P。
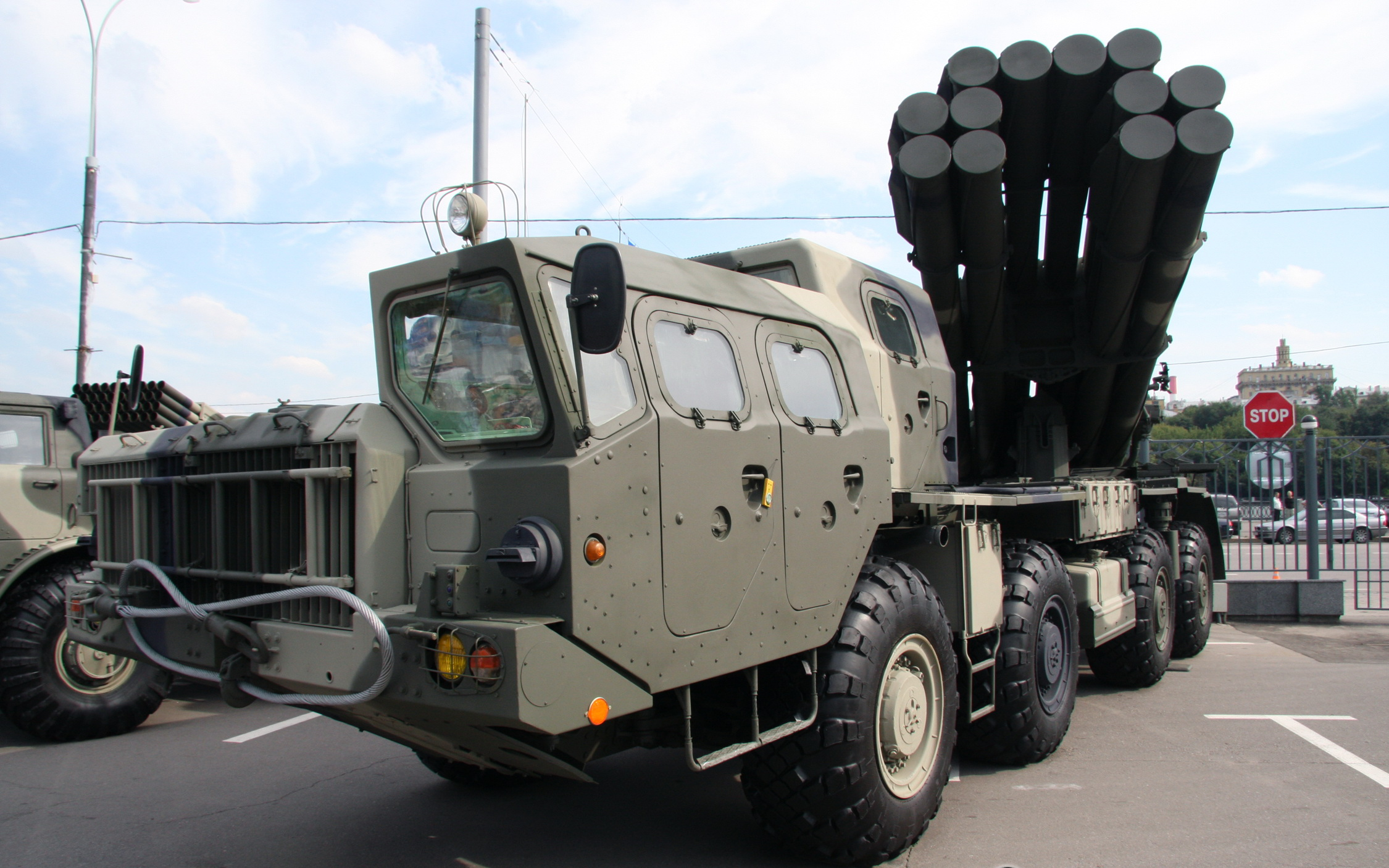
BM-30"スメーチ"多連装ロケット砲を搭載したMAZ-543M/MAZ-7910。
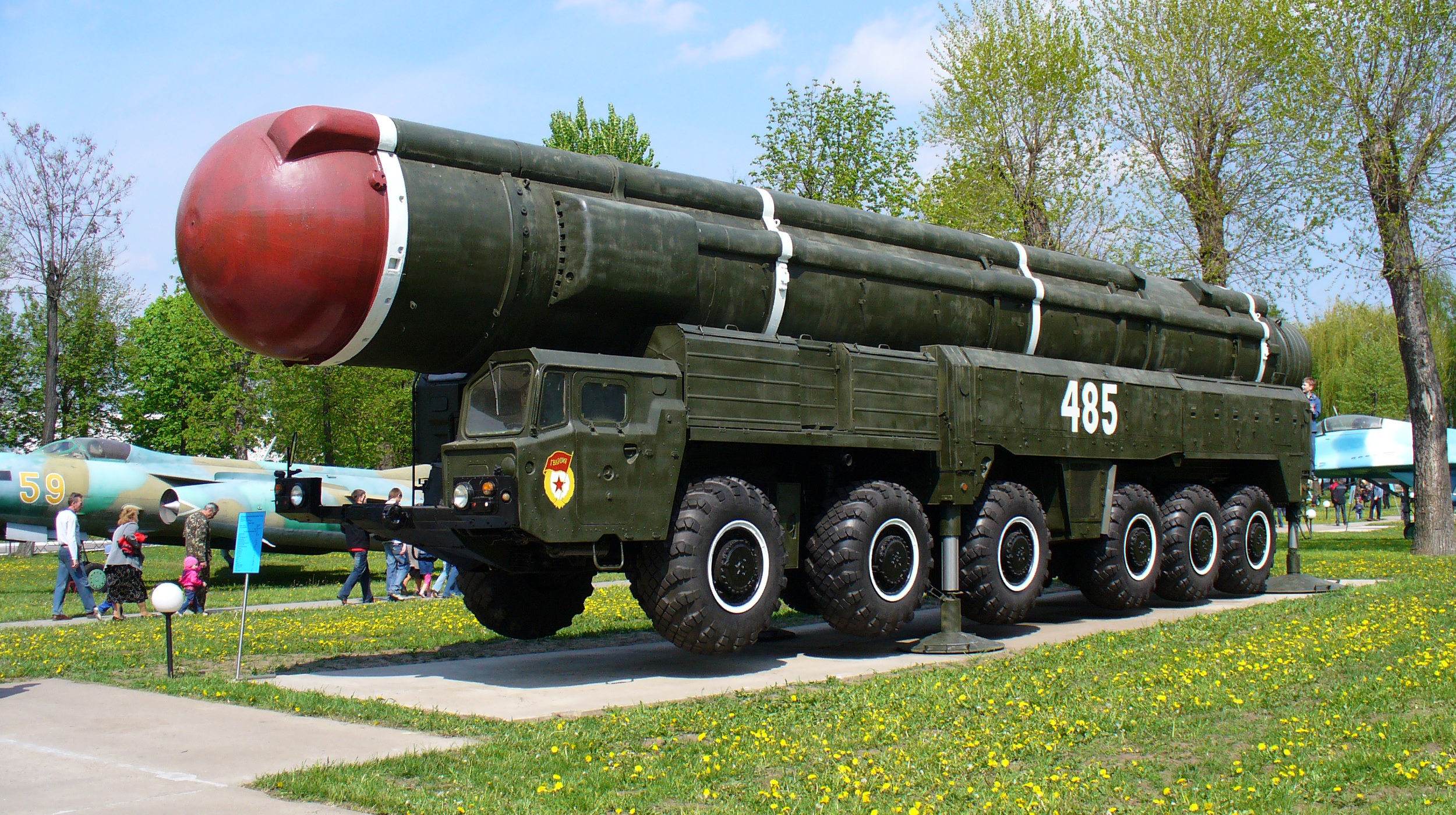
6軸12輪のMAZ-547V。RSD-10を搭載。
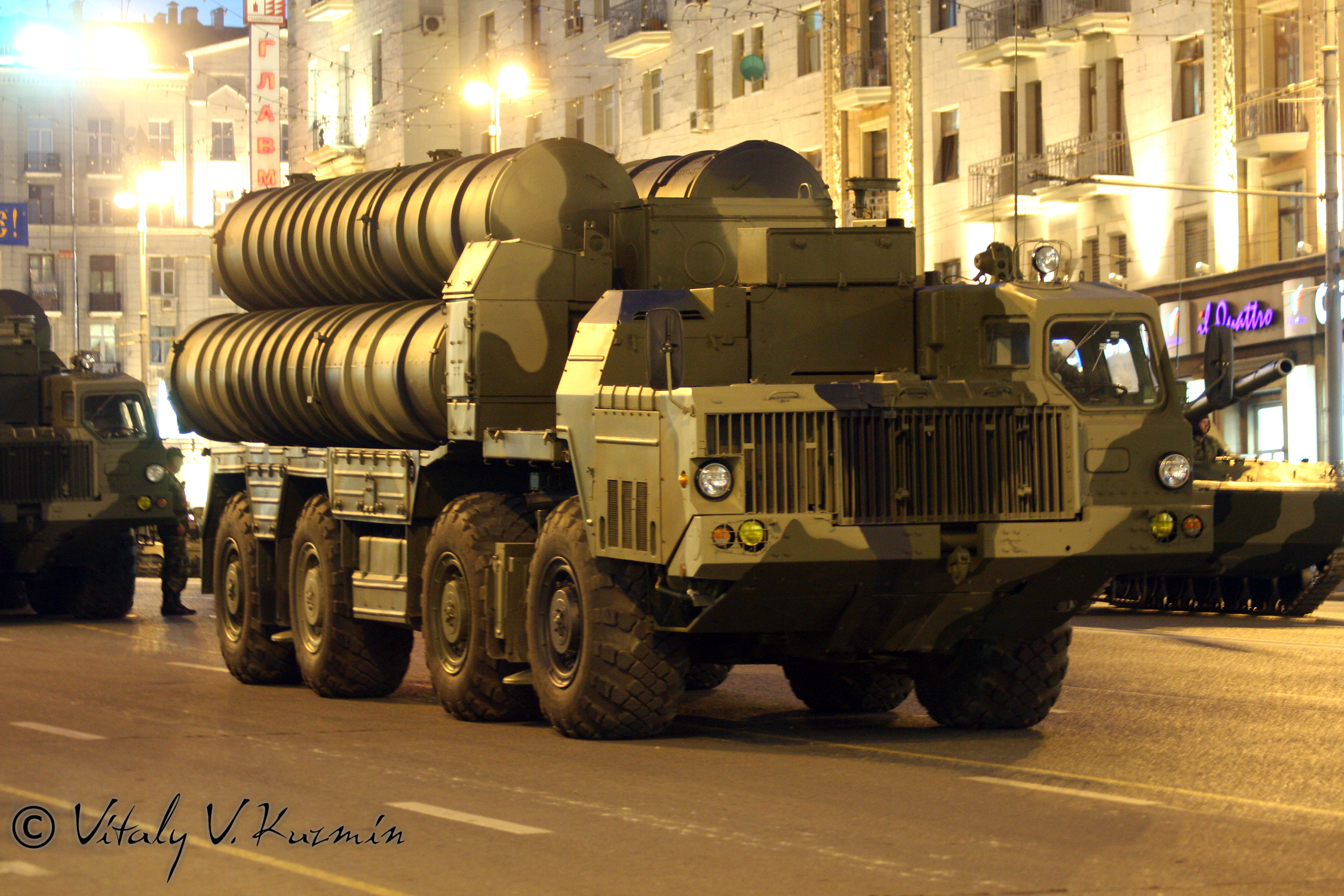
S-300 PMUを搭載したMAZ-7910。
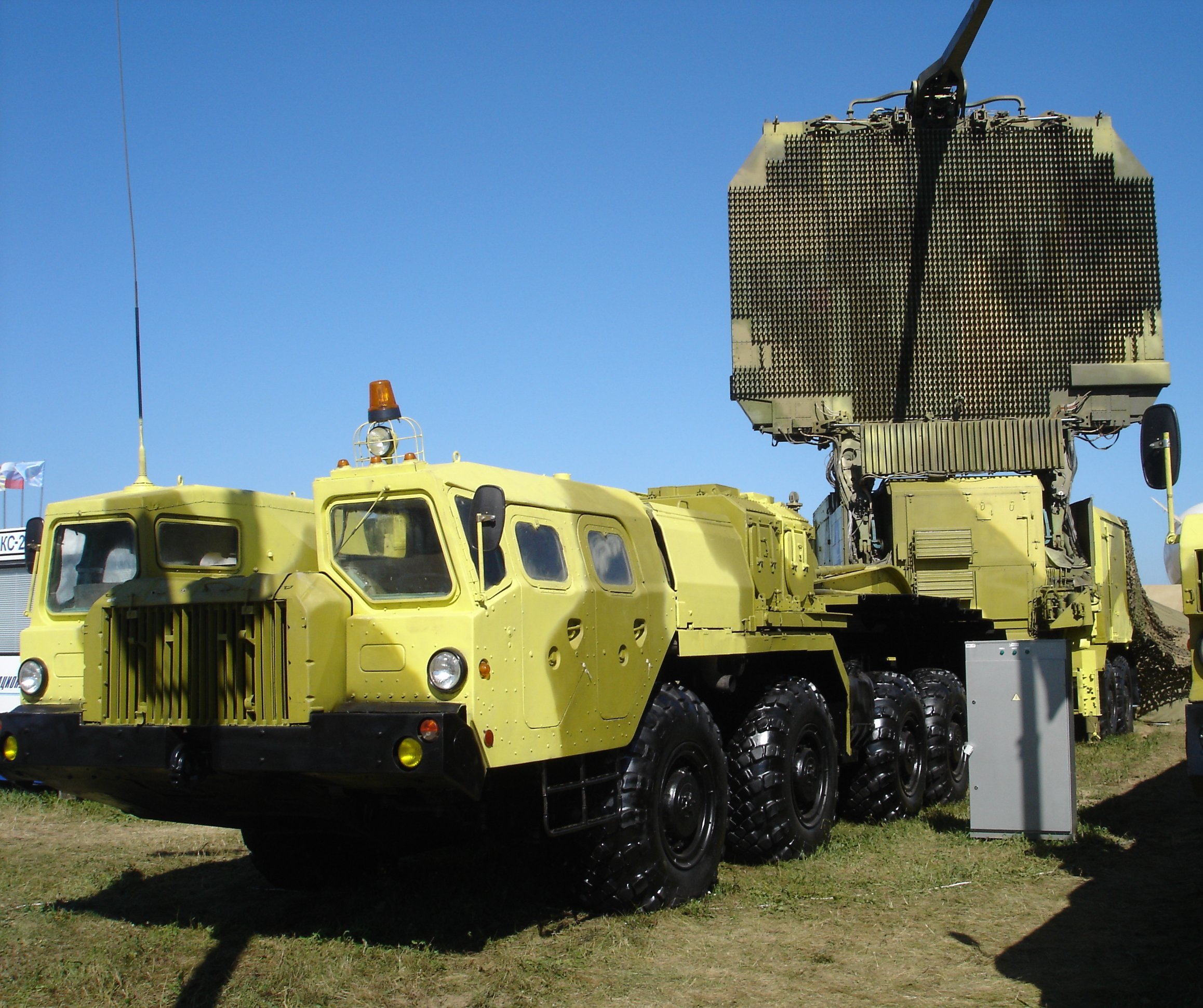
S-300 PMUのレーダーシステムの牽引に使用されるMAZ-74106。
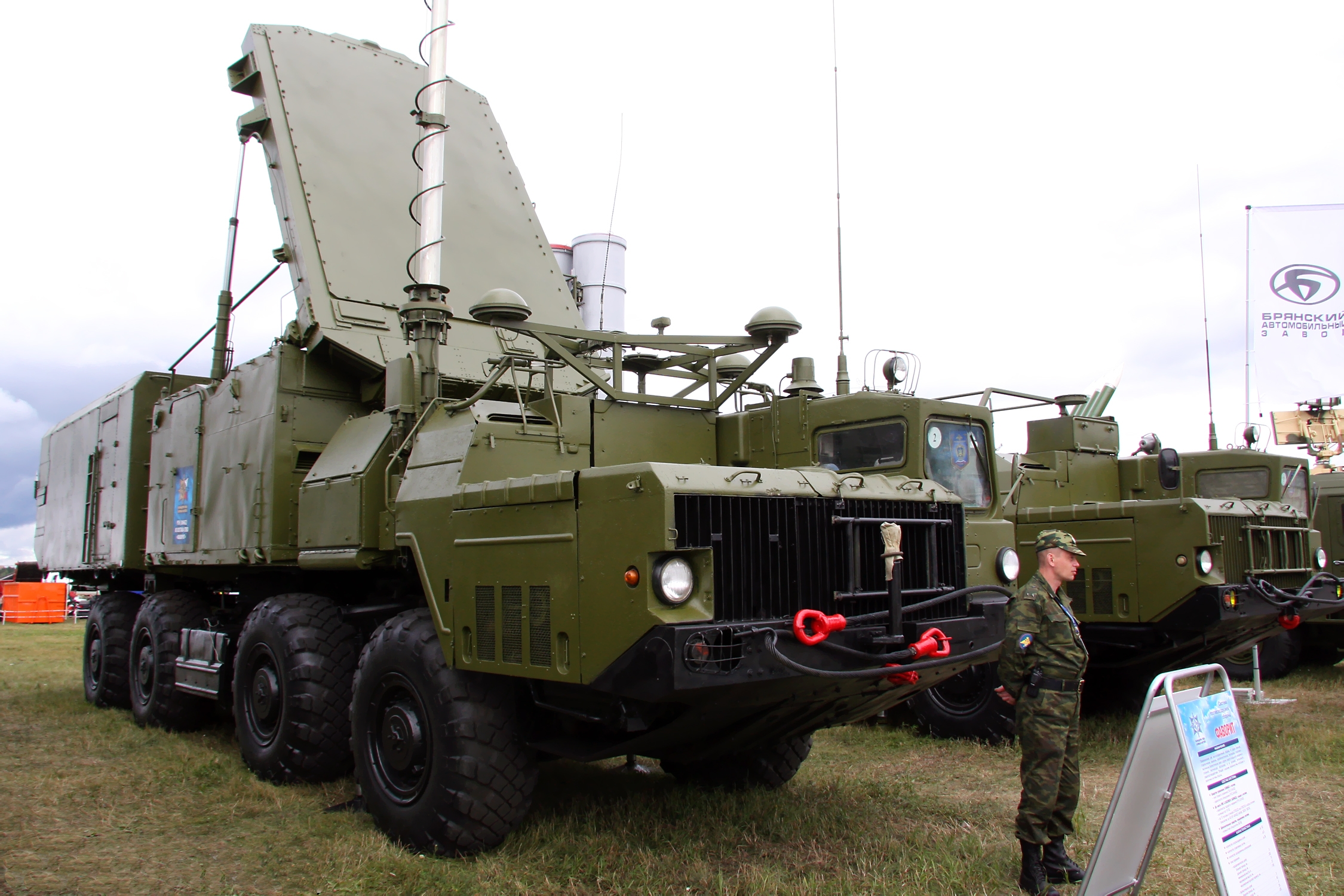
S-300 PMUのレーダーシステムを搭載したMAZ-7910。
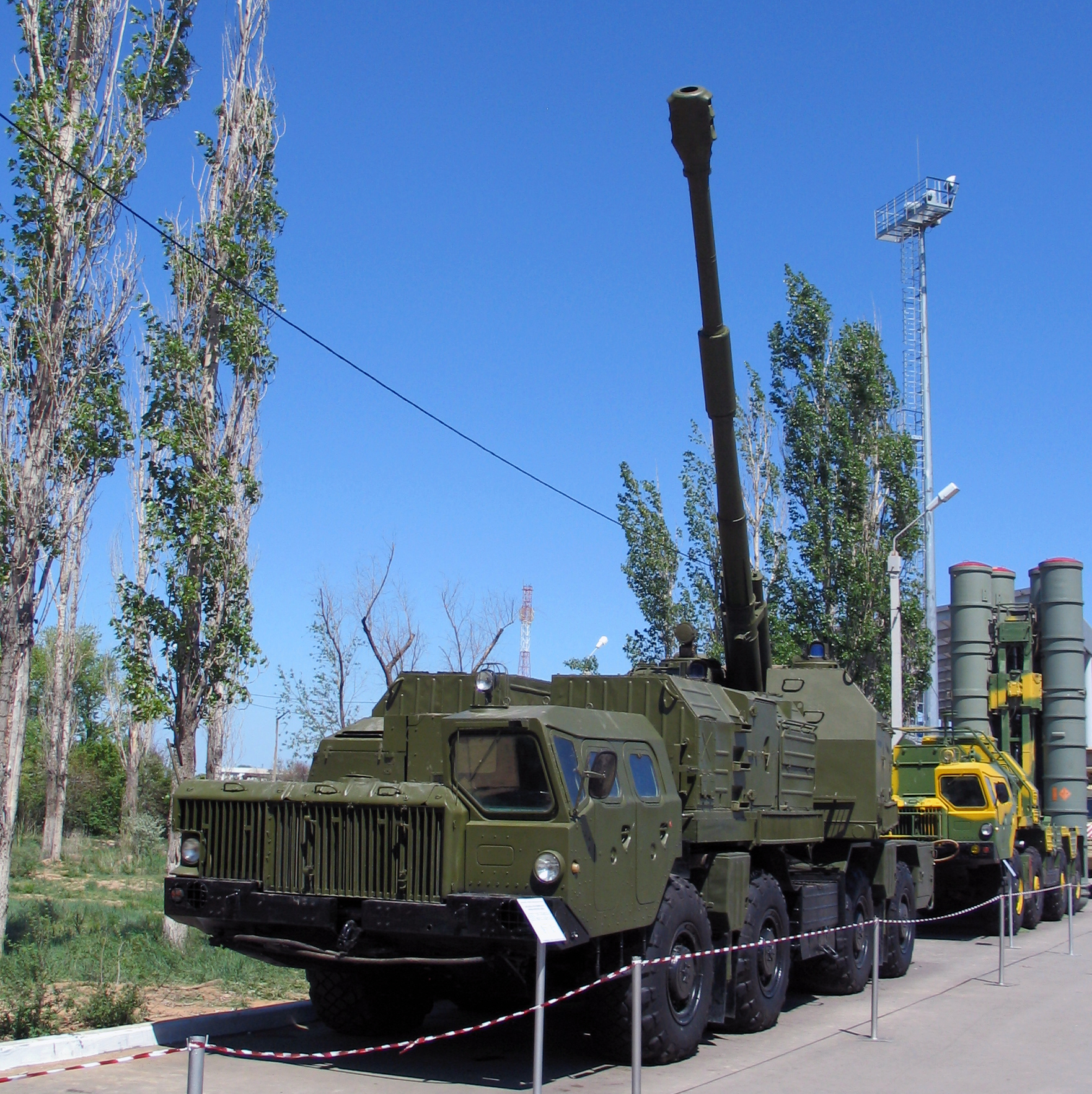
MAZ-543M/MAZ-7910に砲塔を搭載したA-222 130mm自走沿岸砲。
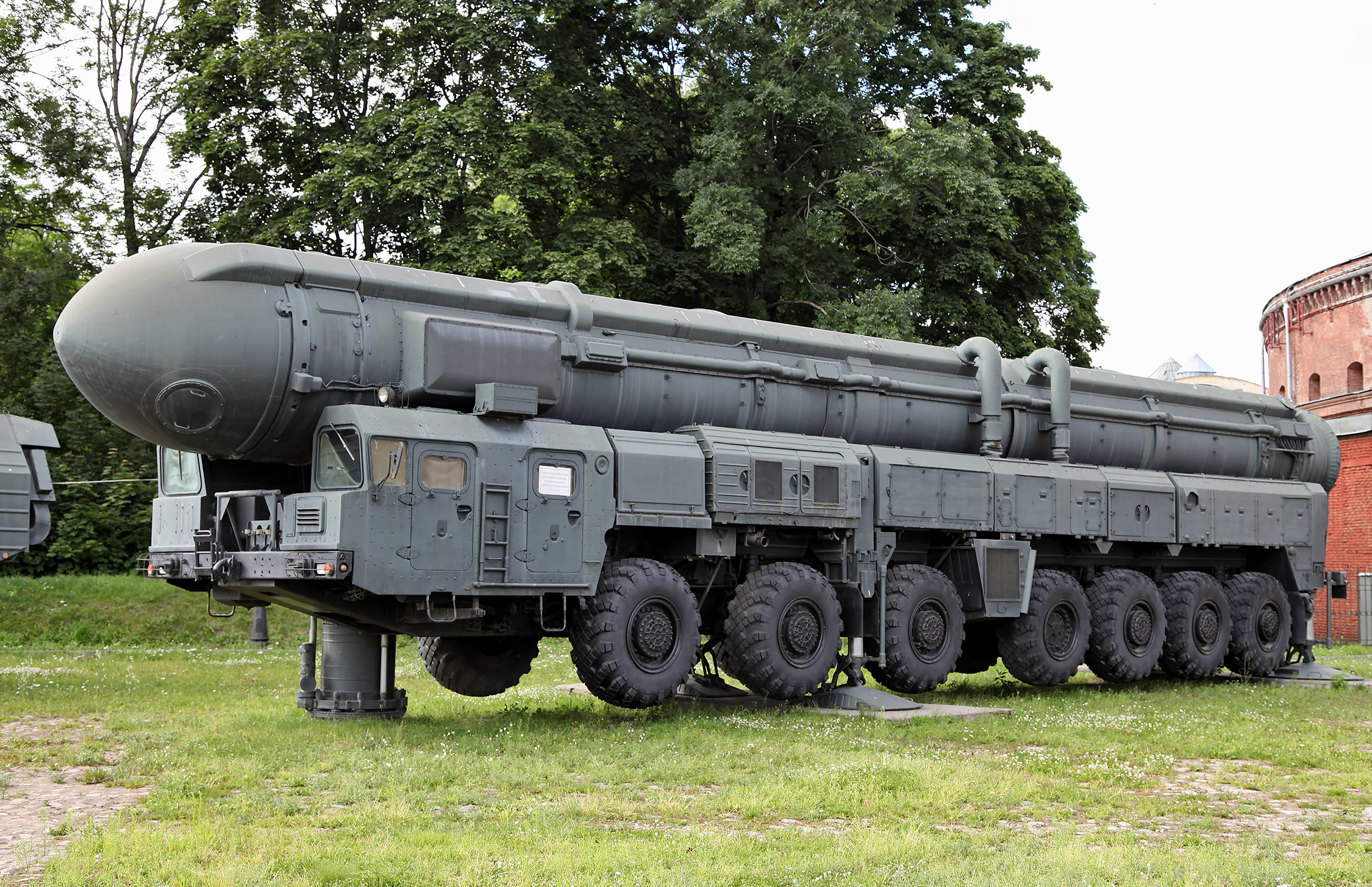
7軸14輪タイプのMAZ-7912/MAZ-7914。RT-2PM "トーポリ"弾道ミサイル搭載。
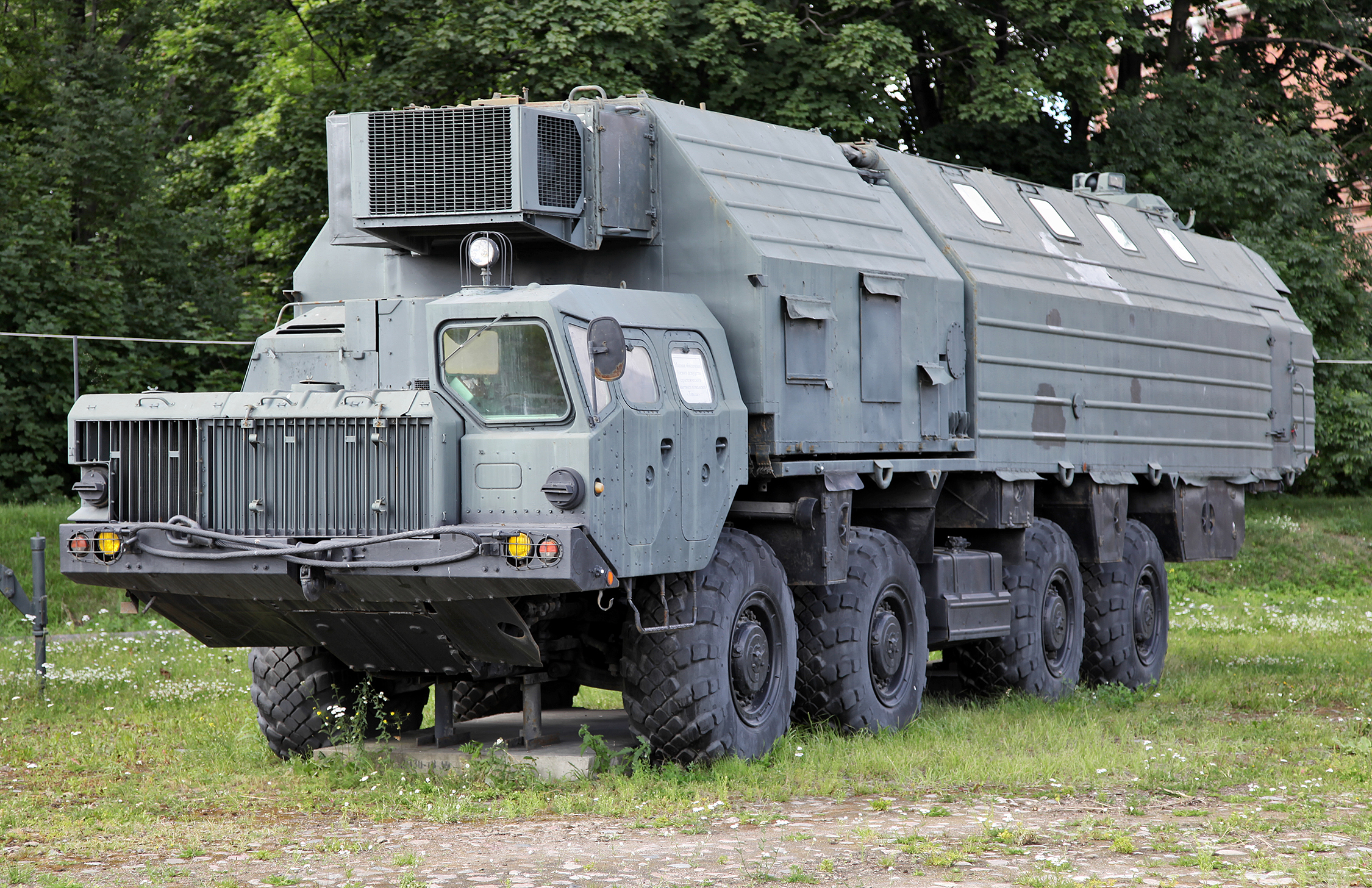
トーポリ弾道ミサイルシステムの支援車両。右舷側キャビンの無いMAZ-543M/MAZ-7910系の車両。
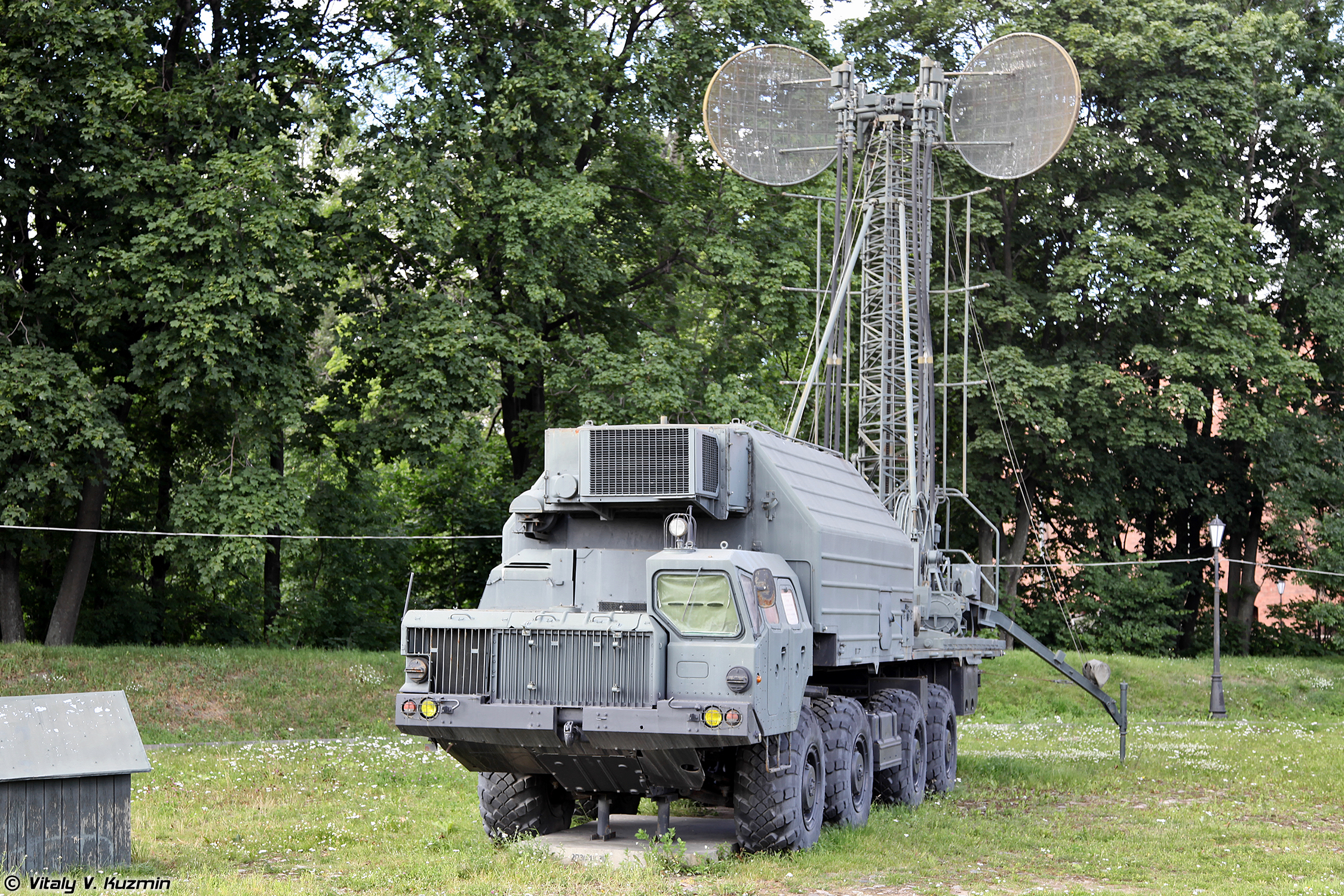
トーポリ弾道ミサイルシステムのレーダー車。右舷側キャビンの無いMAZ-543M/MAZ-7910系の車両。
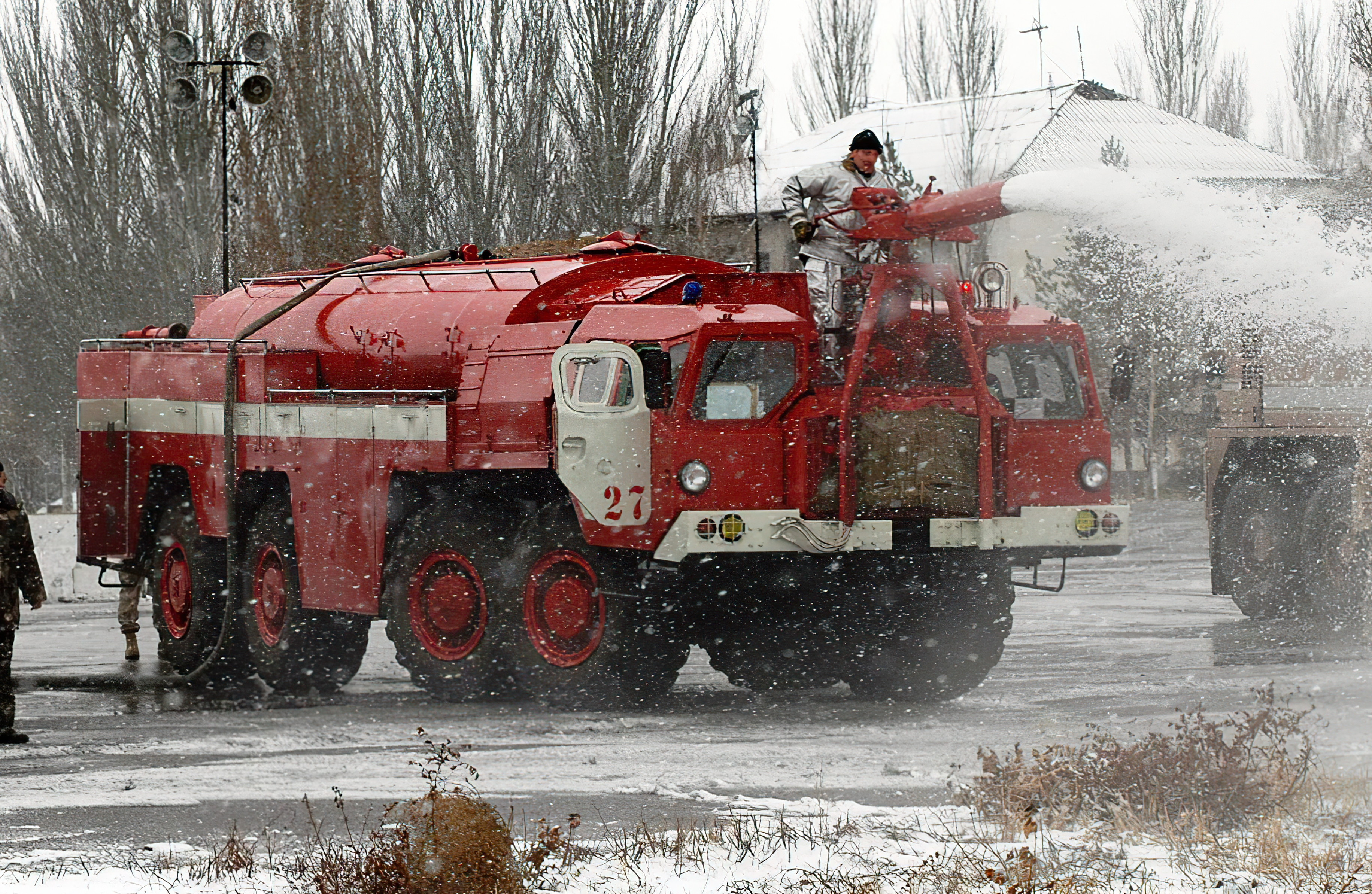
空港用化学消防車型のAA-60。
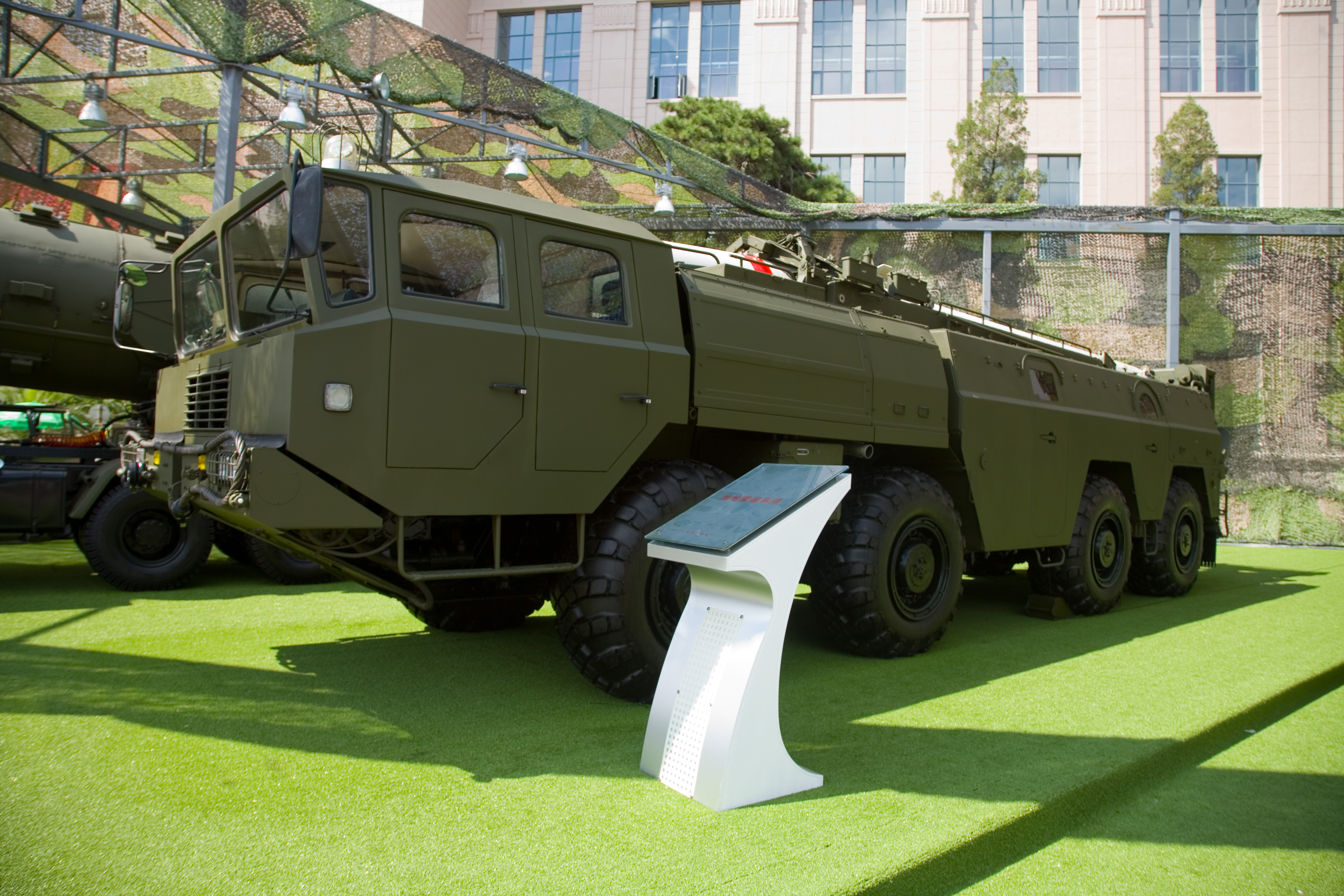
中国でコピー生産されたWS2400。DF-11弾道ミサイル搭載型。左右のキャビンが繋がっている。
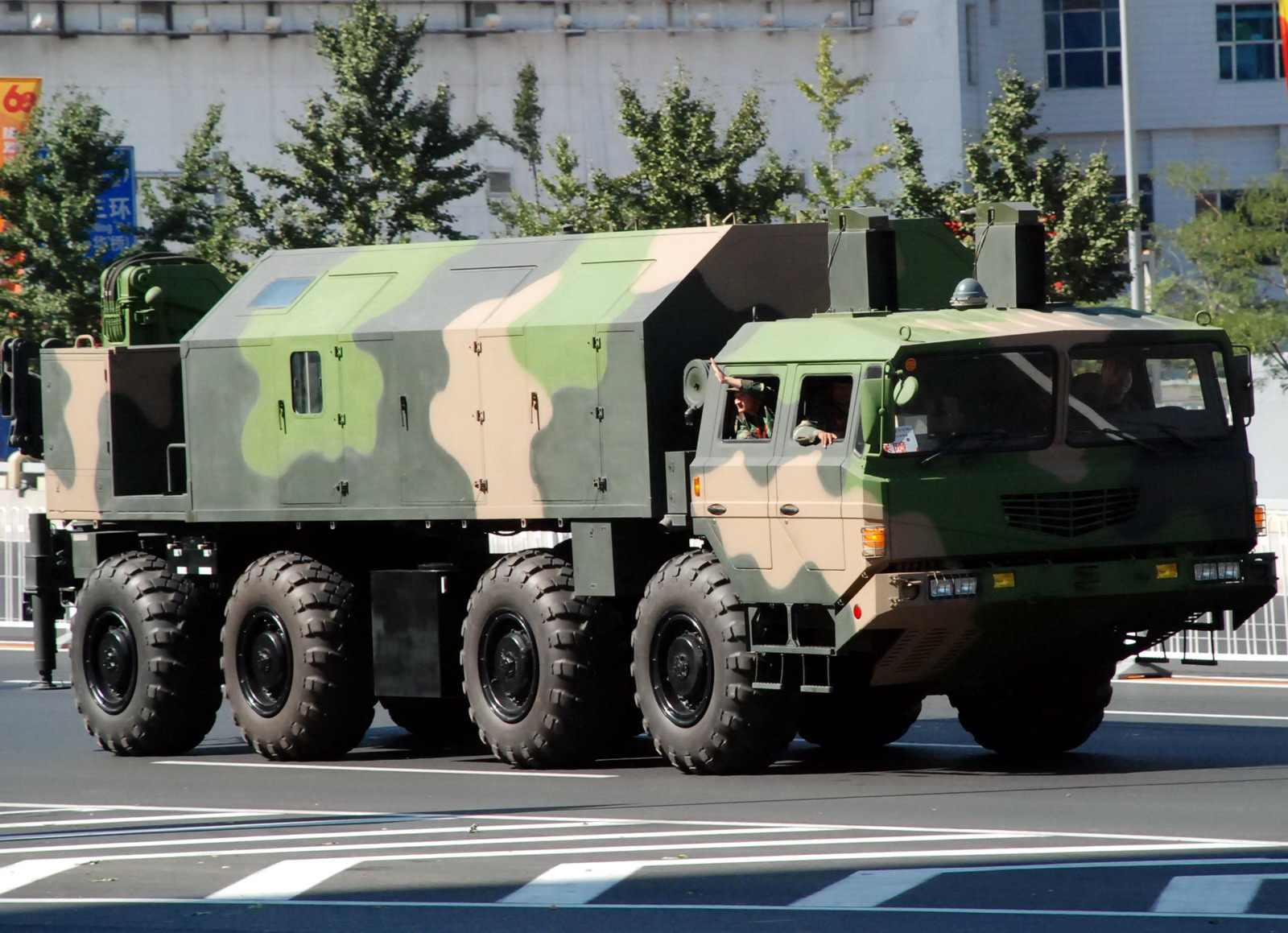
WS2400の派生車種。